# Michael Fay

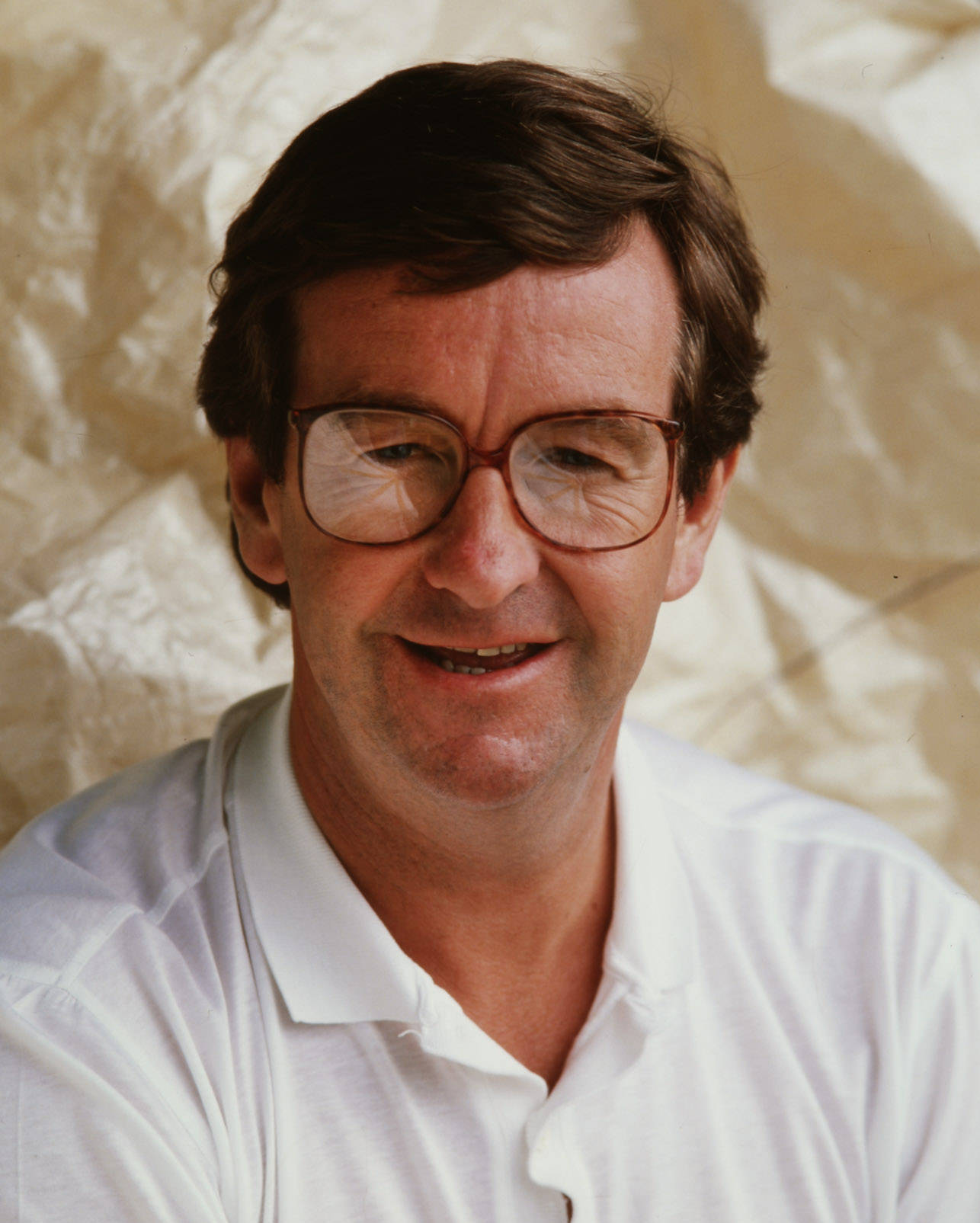
Michael Fay

Sir Humphrey Michael Gerard Fay (* 1949 in Auckland, Neuseeland) ist ein neuseeländischer Bankier und Unternehmer.

## Leben
Nach dem Schulbesuch studierte Fay an der Victoria University of Wellington und gründete später mit David Richwhite die Investmentbank Fay Richwhite. Sein Vermögen ermöglichte ihm auch Engagements als Mäzen im Sport- und Kulturbereich.
Fay war nicht nur 1988 Vorsitzender des Australisch-Neuseeländischen Bicentennial Committee, sondern auch drei Mal Leiter des neuseeländischen Herausforderer-Teams beim America’s Cup 1987, 1988 und 1992. Dabei finanzierte er unter anderem die KZ1, das Herausfordererschiff 1988, die allerdings gegen die US-amerikanische Yacht Stars & Stripes verlor. 1995 begann seine Bank mit der finanziellen Unterstützung der samoanischen Rugby-Union-Nationalmannschaft.
Für seine Verdienste wurde er 1990 als Knight Bachelor in den persönlichen Adelsstand erhoben und führt seither das Prädikat „Sir“. 2002 wurde er in die America’s Cup Hall of Fame aufgenommen.
Fay, der in der Schweiz lebt, ist auch Eigentümer von Great Mercury Island, einer Insel der Inselgruppe Mercury Islands, auf der sich zwei seiner luxuriöse Anwesen befinden, die vermietet werden.